# آنيولوتي

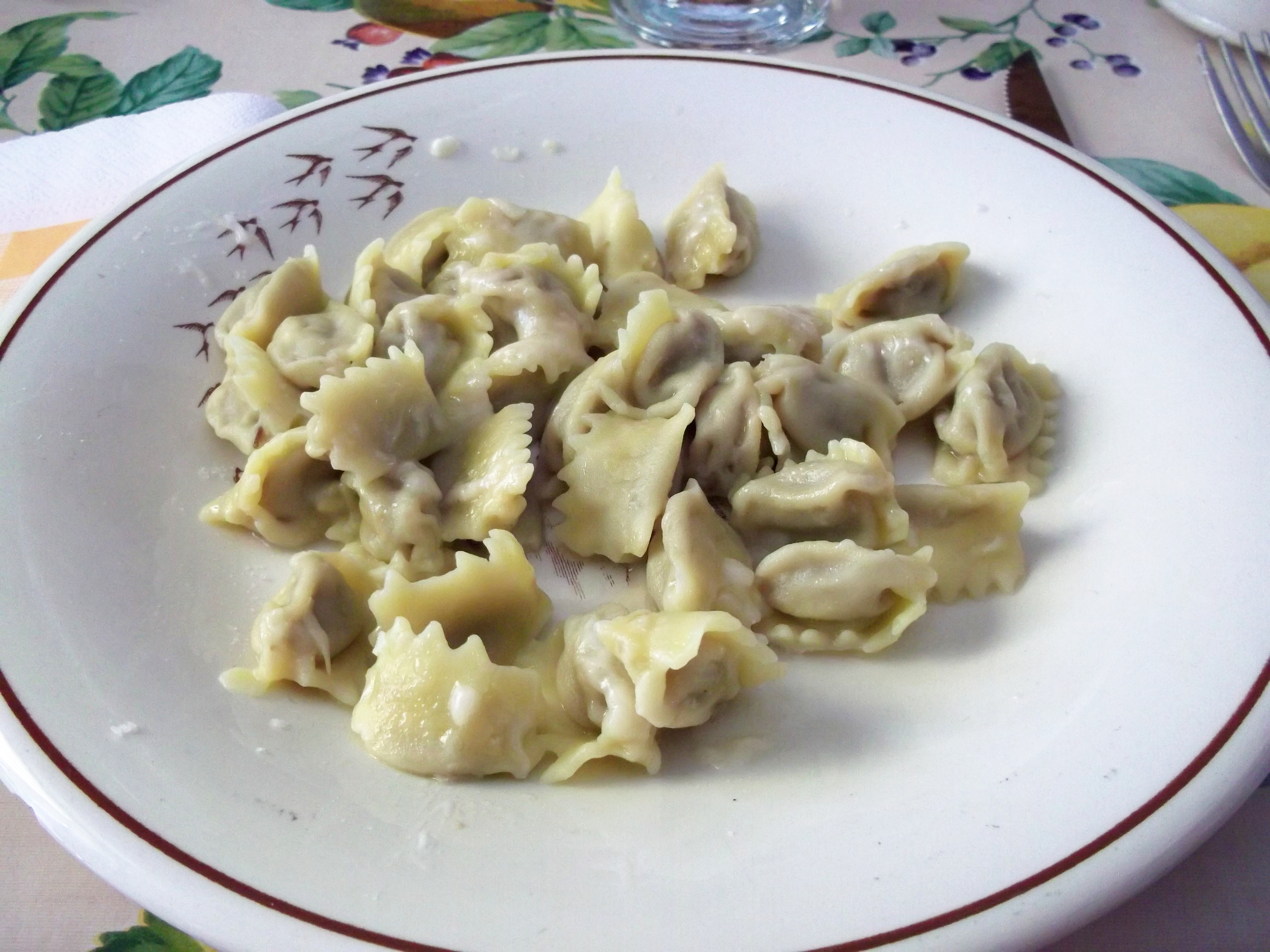
معكرونة آنيولوتي محلية الصنع: "agnolotti al plin"

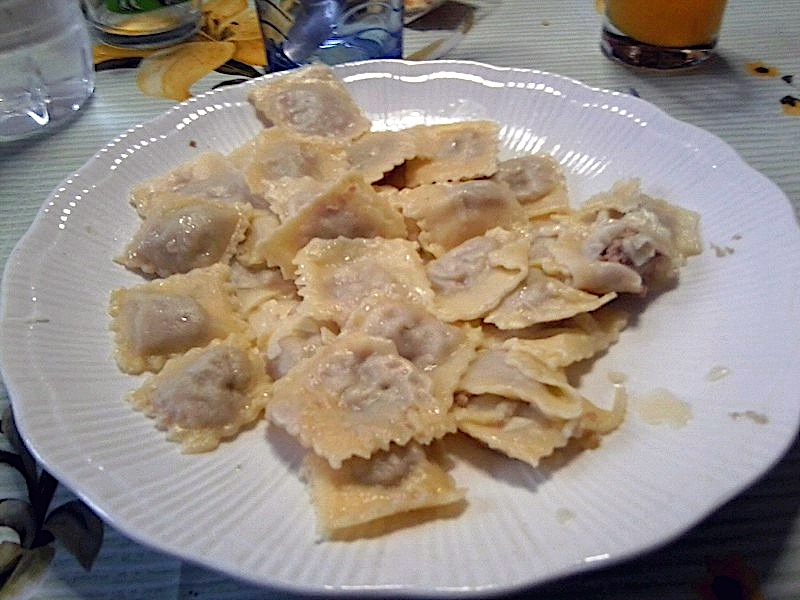
طبق لآنيولوتي محلية الصنع: "agnolotti Piemontesi alla moda di Asti"

آنيولوتي (بالإيطالية: Agnolotti)‏ هو نوع من المعكرونة التقليدية في منطقة بييمونتي في إيطاليا، حيث تصنع من قطع صغيرة عجينة الباستا المسطحة ومن ثم تطوى على حشوة من اللحم المشوي  أو الخضار. كلمة آنيولوتي (Agnolotti) هي الجمع للكلمة الإيطالية أنيلولوتو (agnolotto). طبقاً للأساطير والحكايا، فإن أصل الاسم يعود لطباخ يسمى آنيولينو (Angiolino)  أو آنيلوت (Angelot)، وهو أحد الأشخاص من منطقة مونفيراتو ويقال أنه مخترع الوصفة. يمكن أن يكون يسمى طبق آنيولوتي: دي ماغرو (di magro)  أو دي غراسو (di grasso) اعتمادا على نوع الحشو، خضار أم لحم

## نظرة عامة
على الرغم من أن شكلها الأساسي شبه دائري، إلا أن أنيولوتي تقليدياً تكون على شكل مربع بجوانب تكون حوالي 1 أو 2 بوصة. ومع ذلك، فإنها يمكن أيضا أن تكون أصغر كمستطيل الشكل عندما تسمى«آنيولوتي آل بلين» (Agnolotti al plin) . حيث أن كلمة بلين (plin)  تعني «قرّصة أو قبصة» لأن في عملية الإعداد يتم ضغطها مرة واحدة بين الإبهام والسبابة بين كل عملية حشو وإغلاق لإغلاقها. «آنيولوتي آل بلين» تكون غالباً محشوة باللحم.
يتم تحضير أنيولوتي بغمرها في الماء المغلي. وعادة يتم تزيينها بمرق اللحم وقليل من الزبدة المذابة أو المريمية الطازجة وصلصة الزبدة المذابة لأن الصلصة المعقدة  قد يشتت النكهات الأخرى في طبق الأنيولوتي. في كل الحالات يمكنها تزيين أعلى الطبق بجبنة بارميجيانو-ريجيانو، لكن آنيولوتي نفسها لاتحتوي على الجبن. هذا الطبق، آنيولوتي، مرتبط بمنطقة بييمونتي في إيطاليا ولا ينبغي الخلط بينه وبين معكرونة أنوليني بحشوة بياتشينزا.
في منطقة مونفيراتو في إيطاليا، أحد مناطق بييمونتي، هناك طبق خاص من آنيوليتي حيث تكون محشوة بلحم الحمير.
هناك وصفات آخرى لاتحوي اللحوم (على سبيل المثال، حشوة الريكوتا والجبن والسبانخ) لاتصلح أن تسمى آنيوليتي ولكن تعتبر من أصناف الرافيولي.